# كلاوديو روخس
كلاوديو روخس (بالإسبانية: Claudio Rojas)‏ (29 نوفمبر 1973 بغواتيمالا في غواتيمالا - ) هو لاعب كرة قدم أرجنتيني وغواتيمالي في مركز الوسط. شارك مع منتخب غواتيمالا لكرة القدم. أما مع النوادي، فقد لعب مع انيستتوتو وريفر بليت ونادي سان لورينزو ونادي كوميونيكيشنس وميونيسيبال وDeportivo Mixco ‏ ونادي جالابا ‏ وDeportivo Petapa ‏.

## وصلات خارجية
- كلاوديو روخس على موقع الاتحاد الدولي (مؤرشف)  (الإنجليزية)
- كلاوديو روخس على موقع قاعدة بيانات كرة القدم.إي يو (الإنجليزية)
- كلاوديو روخس على موقع ناشيونال فوتبول تيمز (الإنجليزية)